# Sicista strandi
Sicista strandi là một loài động vật có vú trong họ Dipodidae, bộ Gặm nhấm. Loài này được Formozov mô tả năm 1931.